# Тидзу
Ти́дзу (яп. 智頭町 Тидзу-тё:) — посёлок в Японии, находящийся в уезде Ядзу префектуры Тоттори. Площадь посёлка составляет 224,61 км², население — 7202 человека (1 августа 2014), плотность населения — 32,06 чел./км².

## Географическое положение
Посёлок расположен на острове Хонсю в префектуре Тоттори региона Тюгоку. С ним граничат города Тоттори, Цуяма, Мимасака, посёлки Ядзу, Вакаса, Наги и село Нисиавакура.

## Население
Население посёлка составляет 7202 человека (1 августа 2014), а плотность — 32,06 чел./км². Изменение численности населения с 1980 по 2005 годы:
| 1980 | 11 504 чел. |  |
| 1985 | 11 199 чел. |  |
| 1990 | 10 670 чел. |  |
| 1995 | 10 082 чел. |  |
| 2000 | 9383 чел.   |  |
| 2005 | 8647 чел.   |  |

## Символика
Деревом посёлка считается криптомерия, цветком — рододендрон.